# Liste des districts dans la Cité de Westminster
Voici une liste des districts de la Cité de Westminster. Une grande partie de Westminster fait partie du West End de Londres et abrite également le quartier des théâtres du West End. Westminster est une fusion de trois anciens boroughs.

## Paddington
L'ancien borough de Paddington était situé au nord de Bayswater Road et à l'ouest d'Edgware Road.
| District         | Ville postale | Zone postal/District | Coordonnées                 | OS grid ref  |
| ---------------- | ------------- | -------------------- | --------------------------- | ------------ |
| Bayswater        | LONDRES       | W2                   | 51° 30′ 34″ N, 0° 11′ 34″ O | TQ255805     |
| Kensal Town      | LONDRES       | W10                  | 51° 31′ 26″ N, 0° 12′ 36″ O | TQ2416782137 |
| Maida Vale       | LONDRES       | W9                   | 51° 31′ 39″ N, 0° 11′ 24″ O | TQ255825     |
| Paddington       | LONDRES       | W2, W9               | 51° 31′ 02″ N, 0° 10′ 23″ O | TQ267814     |
| Queen's Park     | LONDRES       | NW6, W10, W9         | 51° 32′ 02″ N, 0° 12′ 09″ O | TQ246832     |
| Westbourne       | LONDRES       |                      | 51° 30′ 58″ N, 0° 11′ 49″ O | TQ2509081269 |
| Westbourne Green | LONDRES       | W2, W11              | 51° 31′ 27″ N, 0° 12′ 05″ O | TQ405915     |

## St Marylebone
L'ancien borough de St Marylebone était au nord d'Oxford Street et à l'est d'Edgware Road.
| District       | Ville postale | Zone postal/District | Coordonnées                 | OS grid ref  |
| -------------- | ------------- | -------------------- | --------------------------- | ------------ |
| Fitzrovia      | LONDRES       | W1, WC1              | 51° 31′ 05″ N, 0° 08′ 10″ O | TQ2981       |
| Lisson Grove   | LONDRES       | NW1, NW8             | 51° 31′ 31″ N, 0° 10′ 11″ O | TQ270823     |
| Portman Estate | LONDRES       |                      | 51° 31′ 04″ N, 0° 09′ 37″ O | TQ2763881537 |
| Marylebone     | LONDRES       | W1, NW1              | 51° 31′ 04″ N, 0° 08′ 49″ O | TQ285815     |
| St John's Wood | LONDRES       | NW8                  | 51° 32′ 10″ N, 0° 10′ 30″ O | TQ265835     |

## Westminster
L'ancien borough de Westminster était au sud de Bayswater Road et d'Oxford Street
| District      | Ville postale | Zone postal/District | Coordonnées                 | OS grid ref  |
| ------------- | ------------- | -------------------- | --------------------------- | ------------ |
| Adelphi       | LONDRES       |                      | 51° 30′ 33″ N, 0° 07′ 21″ O | TQ3027880639 |
| Aldwych       | LONDRES       | WC2B                 | 51° 30′ 48″ N, 0° 07′ 00″ O | TQ3066981098 |
| Belgravia     | LONDRES       | SW1X, SW1W           | 51° 29′ 53″ N, 0° 09′ 16″ O | TQ275795     |
| Charing Cross | LONDRES       | WC2                  | 51° 30′ 26″ N, 0° 07′ 39″ O | TQ302804     |
| Covent Garden | LONDRES       | WC2                  | 51° 30′ 43″ N, 0° 07′ 24″ O | TQ303809     |
| Devil's Acre  | LONDRES       |                      | 51° 29′ 49″ N, 0° 07′ 55″ O | TQ2965379270 |
| Holborn       | LONDRES       | EC1, WC1, WC2        | 51° 31′ 02″ N, 0° 07′ 06″ O | TQ305815     |
| Knightsbridge | LONDRES       | SW1X, SW3, SW7       | 51° 30′ 06″ N, 0° 09′ 44″ O | TQ275797     |
| Millbank      | LONDRES       | SW1                  | 51° 29′ 29″ N, 0° 07′ 46″ O | TQ295795     |
| Pimlico       | LONDRES       | SW1V                 | 51° 29′ 19″ N, 0° 08′ 22″ O | TQ295785     |
| St James's    | LONDRES       | SW1                  | 51° 30′ 31″ N, 0° 07′ 59″ O | TQ295805     |
| Soho          | LONDRES       | W1                   | 51° 30′ 46″ N, 0° 07′ 52″ O | TQ294810     |
| Temple        | LONDRES       | EC4, WC2             | 51° 30′ 43″ N, 0° 06′ 40″ O | TQ3106880975 |
| Victoria      | LONDRES       | SW1                  | 51° 29′ 46″ N, 0° 08′ 35″ O | TQ2889379139 |
| Westminster   | LONDRES       | SW1                  | 51° 29′ 41″ N, 0° 08′ 07″ O | TQ295795     |

## Référence
- (en) Cet article est partiellement ou en totalité issu de l’article de Wikipédia en anglais intitulé « List of districts in the City of Westminster » (voir la liste des auteurs).